# Kozel István
Kozel István (18. század) a vend nyelvű Első Krasiczi énekeskönyv szerzője, aki a Tótságban élt, s a mai Lendvakirályfa községben valamikor a 18. században írta művét, amelyből azonban több oldal hiányzik. A terjedelmét csak becsülni lehet, amely talán 350 oldalt tett ki.
Lendvakirályfa a perestói plébánia területén fekszik. Perestón is keletkeztek vend katolikus énekgyűjtemények, közülük az egyik valószínűleg Kousz György, vagy pedig Pauli István szerzeménye.

## Külső hivatkozás
- * Vilko Novak: Martjanska pesmarica, ZALOŽBA ZRC. Ljubljana 1997. ISBN 961-6182-27-7